# 薄井信明
薄井 信明（うすい のぶあき 1941年1月1日 - ）は、日本の大蔵官僚。第43代大蔵事務次官、第31代国税庁長官を歴任。

## 人物
東京府生まれ。都立戸山高校から東京大学旧文科二類（現在の文科三類）に入学。東京大学経済学部経済学科卒業。大学時代は小宮隆太郎の下で国際金融などを学ぶ。大学在学中に国家公務員上級甲種試験（経済職）に2〜7番目の成績で合格。1965年大蔵省入省。入省同期には鏡味徳房、竹島一彦、榊原英資、浜田卓二郎、根本貞夫（内閣審議官、岩手県副知事）、大塚功（駐ジャマイカ特命全権大使）、近藤健彦（駐仏公使、官房審議官、立命館アジア太平洋大教授）、谷川憲三（関東財務局長、第三銀行頭取）、東力、白石忍（オリックス社長）など。
キャリアの多くにおいて税制畑を歩み、竹下内閣時代の1986年に主税局税制第二課長として消費税導入に尽力したことから、同期では竹島と並んで次官レースの先頭に立ち、国税庁長官を経て事務次官に就任。時に斎藤次郎ら「主計人脈」の凋落が云われていた。東大法学部以外の出身で大蔵事務次官に就任したのは池田勇人（京大法学部出身）以来。また、経済学部出身の大蔵（財務）事務次官は山際正道（東大経済学部出身）以来である。当初は同期で主計畑であった竹島（当時 内閣内政審議室長）の起用案もあったが、薄井の前任の事務次官である田波耕治が「2代続けてイレギュラーな人事（田波自身も事務次官の前職は大蔵省ではなく、内閣内政審議室長）はすべきでない」と判断し、主税畑で国税庁長官だった薄井を昇格させたという。退官後、政策研究大学院大学教授、2003年国民生活金融公庫総裁を経て、2008年より2011年まで株式会社日本総合研究所理事長。2021年、瑞宝重光章受章。

## 略歴
- 1965年 旧大蔵省入省（大臣官房調査課）
- 1966年9月 大阪国税局調査部
- 1967年4月 大臣官房調査企画課
- 1968年4月 主税局国際租税課調査主任[5]
- 1970年7月 伊勢税務署長
- 1971年7月 目黒税務署長
- 1972年7月 国税庁長官官房人事課課長補佐
- 1973年7月 主計局法規課課長補佐（第六）[6]
- 1975年7月 主計局主計官補佐（総理府第一係主査）
- 1976年7月 主税局税制第一課課長補佐（所得税）[7]
- 1979年7月 主税局税制第二課課長補佐（総括・酒税）[8]
- 1980年6月 大臣官房企画官兼主税局総務課
- 1981年7月 大臣官房文書課広報室長
- 1982年 三重県総務部長
- 1983年 大蔵省主税局調査課長
- 1986年6月 主税局税制第三課長
- 1986年7月 主税局税制第二課長
この頃、消費税導入構想を練る。
- 1989年6月 主税局総務課長
- 1990年6月 名古屋国税局長
- 1991年6月 大蔵省大臣官房審議官
- 1995年5月 主税局長
1997年4月、小川是次官の下、消費税の3 → 5%への引上げ構想を決定した。
- 1998年1月 国税庁長官
- 1999年7月 大蔵事務次官
- 2000年6月 退官
- 2003年1月 国民生活金融公庫総裁
- 2008年12月 株式会社日本総合研究所理事長